# 青森県立むつ工業高等学校
青森県立むつ工業高等学校（あおもりけんりつ むつこうぎょうこうとうがっこう、Aomori Prefectural Mutsu Technical High School）は、青森県むつ市文京町に所在する公立の工業高等学校。下北唯一の工業高校。略称は「むつ工」。
ボート部が強く、全国優勝7度に輝き、インターハイ・国体の優勝者も出ている。

## 概要

### 校舎
- 普通科棟、電気科棟、機械科棟、設備科棟、新実習棟、家庭科棟、第1体育館、第2体育館、修己館、むつ工会館

### アクセス
JR大湊線大湊駅より徒歩10分

## 沿革
- 1964年 - 機械科、電気科の2学科をもってむつ市に開校
- 1965年 - 本校舎完成、仮校舎から移転
- 1967年 - 第1回卒業証書授与式
- 1967年 - 下北地区高等学校統合寄宿舎竣工、『三睦寮』と命名
- 1967年 - 電気事業法の規定に基づく主任技術者の資格等に関する省令1号第1項の規程による学校の認定を受ける（第3種主任技術者免除）
- 1967年 - 屋外運動場・野球場・バックネット建設竣工式
- 1968年 - 創立5周年
- 1971年 - 設備工業科を設置
- 1971年 - 創立10周年記念事業の一環として『むつ工会館』建設
- 1972年 - 設備工業科棟竣工
- 1973年 - 創立10周年記念
- 1974年 - 第2体育館竣工
- 1979年 - テニスコート、サッカー場、ラグビー場完成
- 1982年 - 第2部室完成
- 1983年 - 創立20周年
- 1989年 - 下北地区高等学校統合寄宿舎『三睦寮』入寮停止
- 1989年 - 設備工業科を設備システム科に科名変更

平成になってから、各棟、体育館などの大改修工事が行われる
- 1991年 - 創立30周年記念事業の一環として『修己館』竣工
- 1991年 - 新実習棟竣工
- 1991年 - 電子機械科、電子科開設により、5学科5学級募集となる
- 1993年 - 創立30周年
- 1997年 - 流体実験装置更新
- 1997年 - インターネット開設
- 1998年 - 電子計算機自動制御室パソコン62台更新、情報基礎実習室パソコン41台新規導入
- 1999年 - 設備計画実習室CAD装置更新
- 1999年 - 電気科高圧実験装置更新
- 1999年 - 通信実習室製図台41台更新
- 2001年 - 万能材料試験機更新
- 2002年 - 模擬送電線路実験装置及び交流直流ティグ溶接機更新
- 2003年 - セミビッカース硬度計及び電動発電機実験装置更新
- 2003年 - 創立40周年
- 2004年 - ロータリーバンドソー更新
- 2004年 - 過電流制御型動力計実験装置更新
- 2004年 - 電子計算組織（情報基礎総合実習室）パソコン41台更新、電子計算組織（電子計算機実習室及び自動制御実習室）パソコン62台更新
- 2005年 - 数値制御工作機械教育システム購入
- 2005年 - トータルステーションシステム購入
- 2005年 - 電子計算組織（CADシステム）の購入
- 2005年 - 募集定員各科35名計175名となる
- 2006年 - シャーリングマシン更新
- 2011年 - 設備システム科を設備・エネルギー科へと改編
- 2012年 - むつ工会館新築工事完了
- 2013年 - 創立50周年
- 2016年 - 電子機械科募集停止、募集定員各科35名計140名となる

## 部活動
運動部
- 硬式野球部
- 軟式野球部
- バスケットボール部
- バレーボール部
- ソフトテニス部
- サッカー部
- 卓球部
- 陸上競技部
- 剣道部
- バドミントン部
- 柔道部
- ラグビーフットボール部
- ボート部
- 硬式テニス部
- ゴルフ部

文化部
- 工業部（ロボット部門、自動車部門、ものづくり）
- JRC部

愛好会
- 囲碁・将棋愛好会
- 吹奏楽愛好会
- CG・イラスト愛好会
- IT愛好会（写真・模型）

## 進路
2015年度は全体の約26％が県内就職、約49％が県外就職、公務員が約5％、進学が約20％となっている。近年は進学にも力を入れており、2014年度は国公立進学者が6名と増加した。この際の取り組みはベネッセ教育総合研究所VIEW21等でも取り上げられた。また、公務員試験においても、自衛隊だけではなく、むつ市役所や下北地域広域行政事務組合にも複数の合格者を出している。

## 統合案
青森県教育委員会の県立高校再編の第2期実施計画案では2028年度末をもって青森県立大湊高等学校と統合する案が出されている。